# Sallebœuf
Sallebœuf é uma comuna francesa na região administrativa da Nova Aquitânia, no departamento da Gironda. Estende-se por uma área de 14,78 km². Em 2010 a comuna tinha 2 599 habitantes (densidade: 175,8 hab./km²).